# Joseph Vögele
Joseph Vögele AG è un'azienda di ingegneria meccanica nel campo della costruzione di strade e sentieri con sede a Ludwigshafen am Rhein.

## Storia
L'azienda è stata fondata nel 1836 dal fabbro Joseph Vögele a Mannheim e ha iniziato a produrre deviatoi, ponti trasbordatori, piattaforme girevoli e sistemi di manovra per la ferrovia tedesca.
Nel 1925, il fulcro della gamma di prodotti iniziò a spostarsi sulla costruzione di strade. Furono costruiti i primi treni per pavimentazione in calcestruzzo, malte per terreno e finitrici per asfalto. Con il rapido aumento del traffico stradale, questa divisione è diventata rapidamente la più importante dell'azienda. Dopo la seconda guerra mondiale, Vögele rilevò la divisione pompe di lubrificazione da Bosch. La fabbrica costruita a questo scopo a Hockenheim nel 1960 è stata venduta a Willy Vogel AG nel 1999.
Nel 1996 il Gruppo Wirtgen ha rilevato la maggioranza della Joseph Vögele AG. Gli ultimi azionisti, che detenevano ancora l'1,75% delle azioni, sono stati liquidati in uno squeeze-out nel 2002 e le azioni sono state cancellate dalla quotazione. Nel 2004 la produzione della finitrice stradale più piccola della gamma, che in precedenza era stata esternalizzata in Slovenia, è stata riportata a Mannheim. Nel 2006 circa 800 dipendenti hanno generato un fatturato di 320 milioni di euro. Nel 2010 l'azienda è stata trasferita da Mannheim-Neckarau a Ludwigshafen-Rheingönheim.

## Prodotti

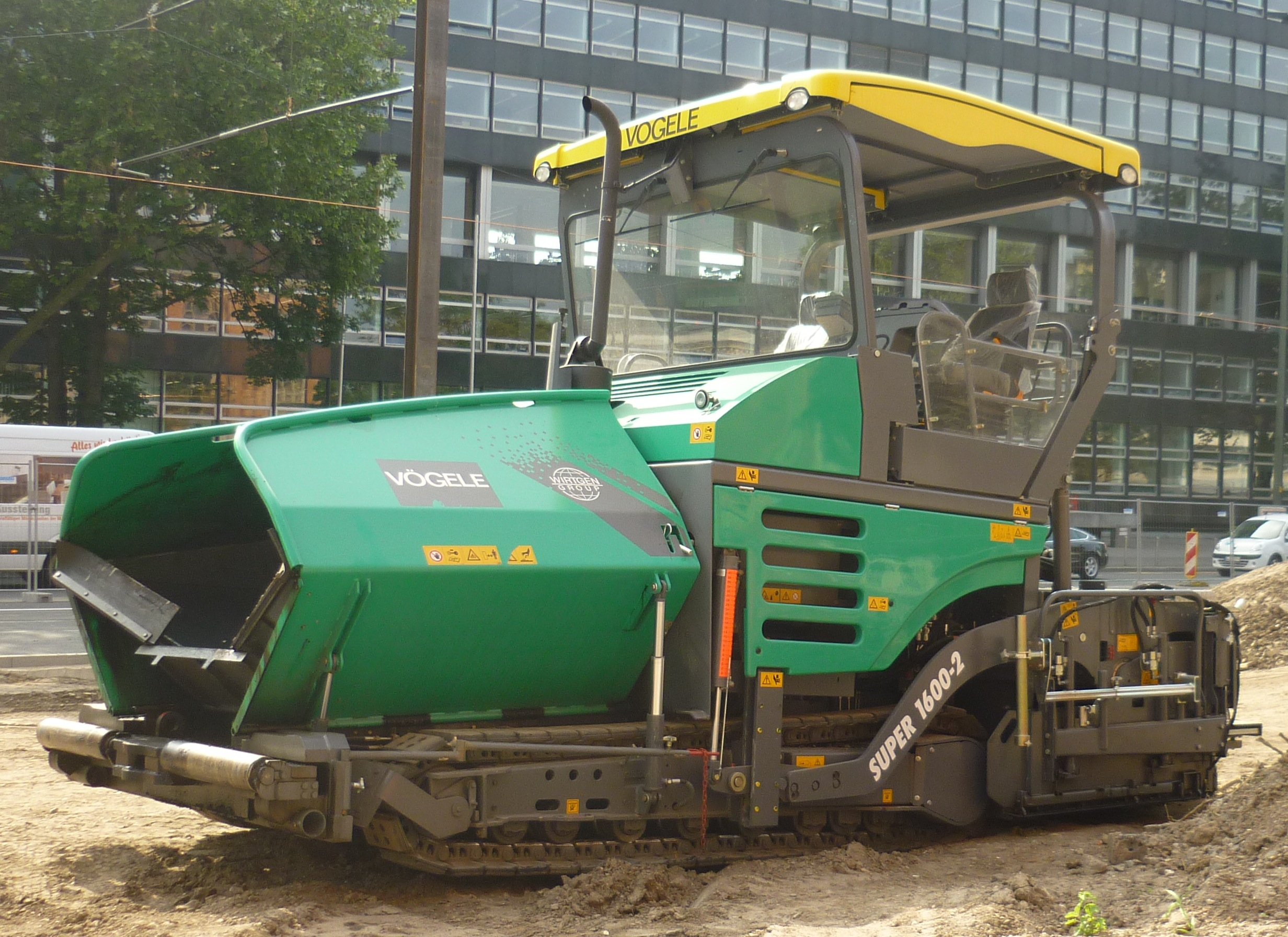
Vögele SUPER 1600-2

Il fulcro della produzione è sulle finitrici stradali, che vengono prodotte come macchine con trazione integrale o a cingoli. La gamma di prodotti comprende le finitrici Mini Class per la pavimentazione di percorsi pedonali e di servizio, le finitrici Compact Class e Universal Class per la pavimentazione di strade fino a 10 metri e la Highway Class per progetti come autostrade e aeroporti. Il modello SUPER 3000-3 ha una larghezza di stesa massima di 18 metri e può spianare fino a 1.600 tonnellate all'ora. Lo spessore massimo del manto stradale qui è di 50 cm.
Gli alimentatori della serie PowerFeeder, anch'essi prodotti, trasportano il materiale necessario nelle finitrici. I massetti prodotti, che vengono fissati all'estremità posteriore della finitrice, applicano la pavimentazione come asfalto o cemento con profilo e spessore adeguati. Quando si parla dell'interazione delle varie macchine, alimentatore e finitrice stradale, si parla anche di treno di stesa.
Con l'introduzione della generazione "Dash 3" nel 2012, non solo il comando di controllo è stato ulteriormente ottimizzato, ma sono state apportate anche modifiche fondamentali al design della macchina. Ciò ha portato la macchina SUPER 1900-3 a vincere il concorso di design industriale iF Award nel 2013. Questo è stato già assegnato nel 2007 per il modello precedente SUPER 1900-2. Nel 2009 i prodotti della serie VISION hanno vinto il premio.

### Lastricatore
L'attuale gamma di prodotti per finitrici stradali di Joseph Vögele AG è suddivisa nella serie SUPER e nella serie di prodotti VISION specificatamente per il mercato nordamericano e australiano. Nella denominazione del prodotto, il numero dopo il trattino sta per la generazione della macchina (pronunciato: "trattino 3") e l'ultima cifra del primo numero per il numero di assi ("0" per trazione a cingoli, "3" per tre- trazione sull'asse).

### Alimentatore
Gli alimentatori con il nome PowerFeeder vengono utilizzati nei cantieri più grandi per aumentare la redditività (attraverso un flusso continuo di materiale e quindi tempi di fermo macchina ridotti), ma possono essere utilizzati anche per scopi speciali; ad esempio, quando si costruiscono percorsi ausiliari paralleli alla carreggiata, il carico è possibile utilizzando un nastro trasportatore girevole.

### Massetti
Il massetto di pavimentazione (spesso chiamato anche solo massetto) è appeso sul retro della finitrice e garantisce il risultato di pavimentazione appropriato durante il passaggio sul materiale da pavimentare mediante misure dipendenti dall'attrezzatura. Joseph Vögele AG offre due tipi fondamentali di massetto: il banco estensibile, che può modificare la larghezza di lavoro mediante l'impianto idraulico, e il banco rigido, che può essere allargato con moduli fissi.